# Antoine Levet
Pour les articles homonymes, voir Levet.

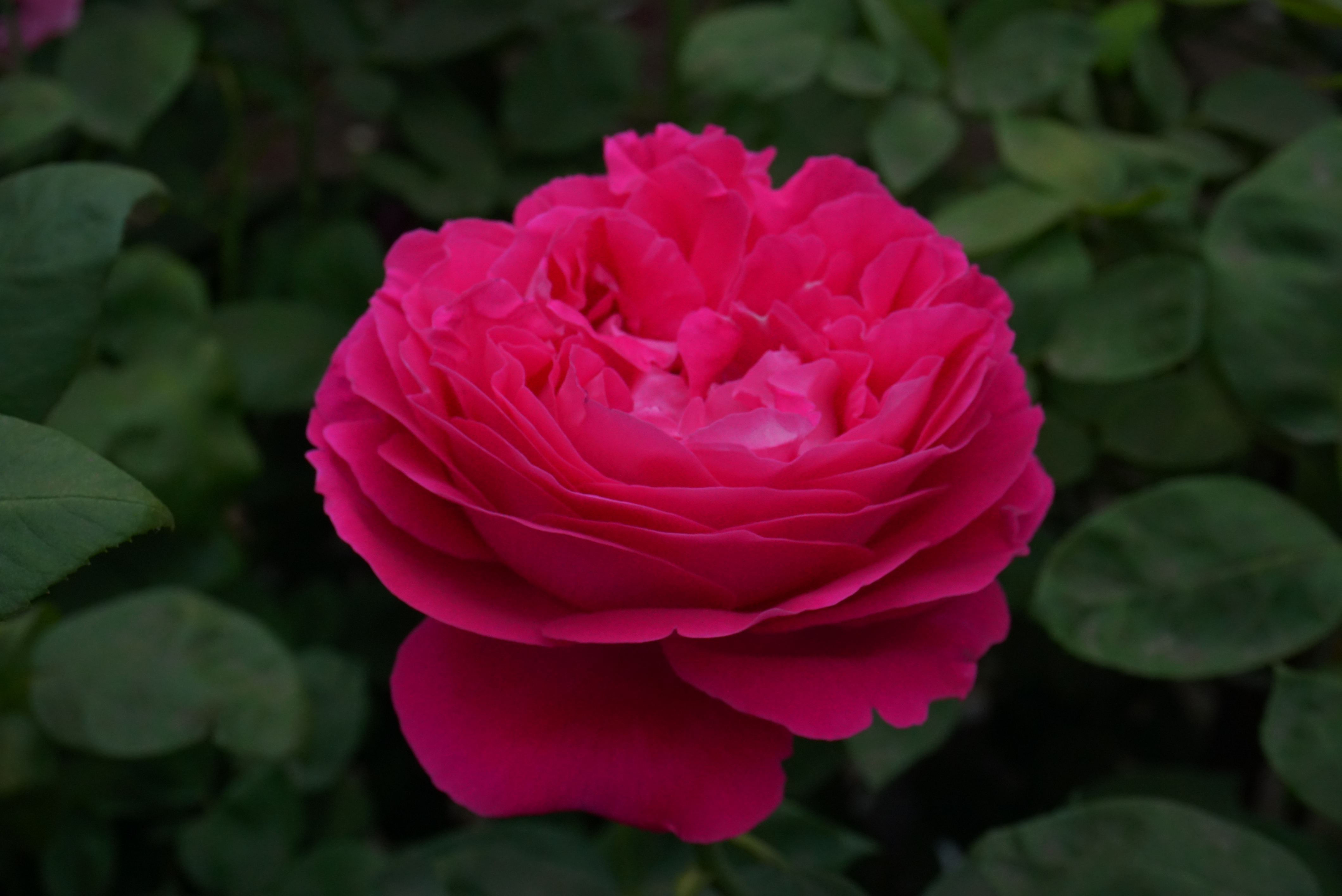
'Paul Neyron' au Japon.

Antoine Levet, dit Levet père, né le 23 février 1818 à Estrablin et mort le 21 août 1891 à Monplaisir (Lyon), est un rosiériste lyonnais qui obtint de nombreuses variétés de roses à partir des années 1860. Il était surnommé « le père des roses ».

## Biographie
Né dans une famille d'agriculteurs, il fait son apprentissage chez Guillot père (1803-1882), puis travaille chez Gay et finit par ouvrir sa propre pépinière, cultivant différentes plantes. Levet père commence en 1866 à obtenir ses premières roses, après l'hybride remontant 'Mademoiselle Thérèse Levet' (1866, du nom de sa fille). Il s'installe en 1877 dans une nouvelle pépinière au 73 route d'Heyrieux (aujourd'hui rue Marius-Berliet) dans le quartier lyonnais de Monplaisir, se vouant uniquement aux rosiers, à une époque où Lyon était un haut lieu de la culture de la rose. 

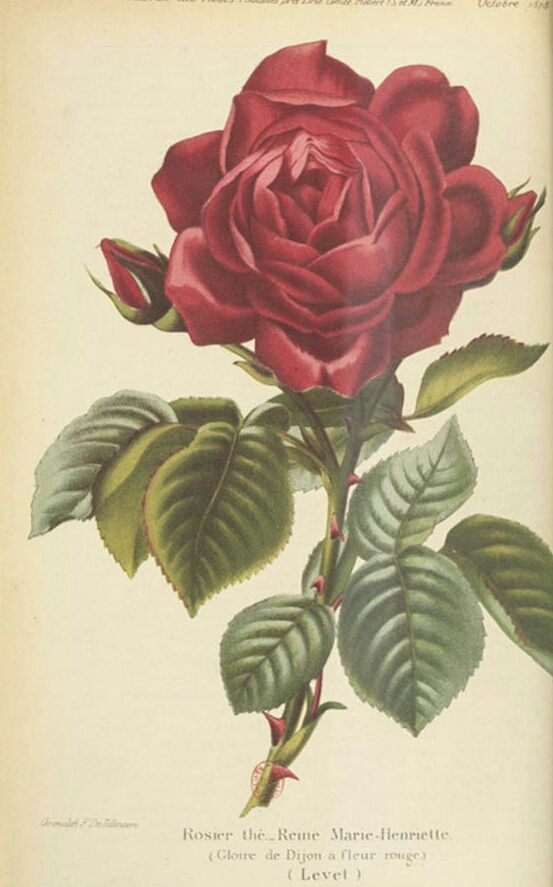
'Reine Marie-Henriette' (1878)

Son grand succès est 'Paul Neyron' (1869), récompensé d'une médaille d'or de la Société nationale et centrale. Il est le père de roses toujours très appréciées aujourd'hui, comme 'Madame Bérard' (1872), 'Perle des Jardins' (1874), 'Reine Marie-Henriette' (1878), 'Souvenir de Thérèse Levet' (1882), ou le célèbre 'Madame Eugène Verdier' (1882). Parmi ses obtentions marquantes, l'on note 'Belle Lyonnaise' (1869), 'François Michelon' (1870), 'Antoine Mouton' (1874), 'Étienne Levet' (1871),, 'Madame Ducher' (1879), 'Princesse Stéphanie' (1880), 'François Levet' (1880).
Il est décoré de la médaille du Mérite agricole. Son fils Claude lui succède.

## Bibliographie

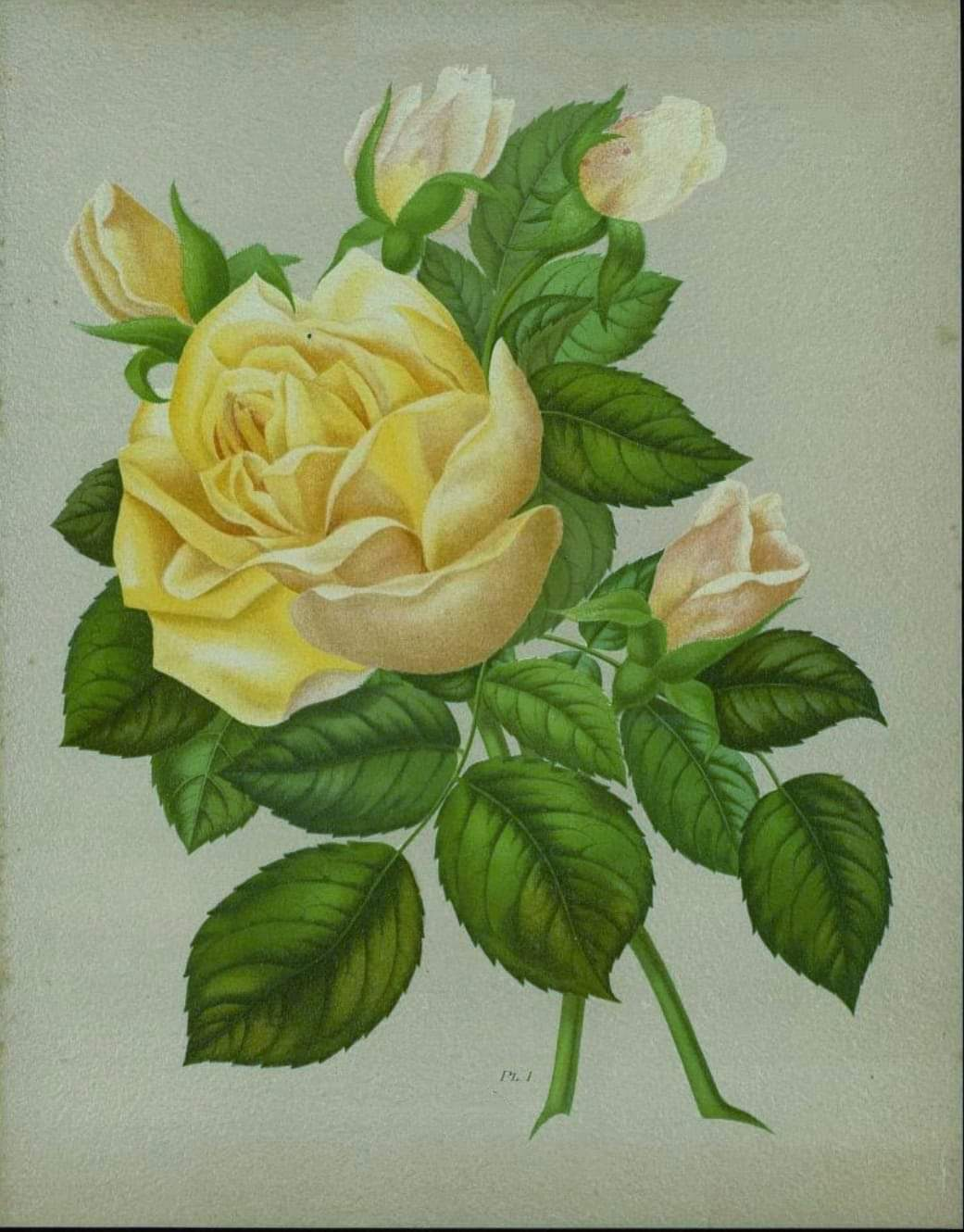
'Belle Lyonnaise' (1869).

## Distinctions
- Chevalier de l'ordre du Mérite agricole